# Badri Akubardia
Badri Rabojewycz Akubardia, ukr. Бадрі Рабоєвич Акубардія, gruz. ბადრი აქუბარდია (ur. 11 stycznia 1993 w Piczori, Gruzja) – ukraiński piłkarz pochodzenia gruzińskiego, grający na pozycji obrońcy.

## Kariera piłkarska

### Kariera klubowa
Wychowanek Szkoły Sportowej w Bachmaczu, dokąd przeniósł się w wieku 4 lat wraz z rodziną z powodu wojny. Potem szkolił się w Szkole-internacie w Browarach, Wyższej Szkole Sportowej i w Dynamo Kijów, barwy których bronił w juniorskich mistrzostwach Ukrainy (DJuFL). 16 lipca 2010 roku rozpoczął karierę piłkarską w młodzieżowej drużynie Dynama, potem grał w drugiej drużynie. 30 sierpnia 2016 przeszedł do SK Zugdidi. Na początku 2017 został piłkarzem Heliosu Charków. 4 października 2017 jako wolny agent zasilił skład PFK Sumy. 20 sierpnia 2018 podpisał kontrakt z FK Homel.

### Kariera reprezentacyjna
W 2010 debiutował w juniorskiej reprezentacji Ukrainy U-18. W latach 2012–2013 występował w młodzieżowej reprezentacji.